# NGC 482
NGC 482 je galaksija u zviježđu Feniks.

## Vanjske poveznice
- SEDS: NGC 482